# Gleichgewichtspfeil
In der Chemie werden Gleichgewichtsreaktionen mit einem Doppelpfeil ⇌ gekennzeichnet, bei dem jeder Pfeil jeweils nur eine halbe Spitze besitzt.
Dieser wird auch als Gleichgewichtspfeil bezeichnet. Die Hinreaktion verläuft von links nach rechts. Die Rückreaktion von rechts nach links.
Ein chemisches Gleichgewicht liegt dann vor, wenn bei einer umkehrbaren chemischen Reaktion Hin- und Rückreaktion mit gleicher Geschwindigkeit ablaufen.
Beispiel:
{\displaystyle \mathrm {NH_{3}+H_{2}O\ \rightleftharpoons \ NH_{4}^{+}+OH^{-}} }
Ein Molekül Ammoniak und ein Molekül Wasser stehen im Gleichgewicht zu einem Ammoniumion und einem Hydroxidion.
Die quantitative stoffliche Zusammensetzung des Gleichgewichts gehorcht dem Massenwirkungsgesetz.

## Darstellung auf dem Computer

### Unicode
Im internationalen Zeichenkodierungssystem Unicode nimmt der Gleichgewichtspfeil Position U+21CC ein.